# Телегусов, Махмут Утегенович
Махмут Утегенович Телегусов (каз. Махмұт  Өтегенұлы Телегусов) — государственный и военный деятель Республики Казахстан, заместитель командующего Аэромобильными войсками Вооружённых сил Республики Казахстан, генерал-майор (2000).

## Биография
Родился 16 февраля 1955 года в селе Дмитриевка Оренбургской области. 
В 1977 году окончил Ташкентское высшее общевойсковое командное училище имени В. И. Ленина. По окончании училища проходил службу в Дальневосточном, Северо-Кавказском и Туркестанском военных округах в должностях: командир взвода, командир роты, начальник штаба отдельного разведывательного батальона и командира батальона.
В 1987 году окончил Высшие офицерские курсы «Выстрел». 
В 1992 году перевёлся на службу в Вооружённые силы Республики Казахстан. Службу начинал начальником штаба 55-го гвардейского мотострелкового полка 80-й гвардейской учебной мотострелковой дивизии в н.п. Отар Жамбылской области.
В 1994 году окончил Военную академию имени Фрунзе. 
В 1993—1996 годах — командир 55-го гвардейского учебного мотострелкового полка. 
В 1996—1997 годах — начальник штаба 78-й танковой дивизии в н.п. Аягоз Восточно-Казахстанской области. 
В 1997—2000 годах — командир 78-й танковой дивизии (с мая 1999 года — 3-я механизированная дивизия). 
7 мая 2000 года Телегусову присвоено воинское звание генерал-майор.
В 2001—2002 годах — заместитель командующего Восточного военного округа по вооружению. 
В 2002—2004 годах — заместитель командующего Восточного военного округа. 
В 2004—2005 годах — представитель Республики Казахстан в Центральном командовании Вооружённых сил США. 
В 2005—2006 годах — заместитель командующего Аэромобильными войсками Вооружённых сил Республики Казахстан.
С 2006 года уволен в запас по состоянию здоровья.
Занимает должность заместителя председателя президиума Республиканского общественного объединения «Совет генералов».
Активно занимается общественной работой. Широко известен в СМИ своей оценкой по состоянию коррупции в Вооружённых силах Республики Казахстан.
В связи с расследованиями проводимыми Телегусовым по собственной инициативе, по фактам коррупции в аэромобильных войсках, сопровождавшихся официальными запросами в компетентные органы с последующим возбуждением уголовных дел, он неоднократно подвергался дискредитации со стороны должностных лиц вооружённых сил и различным обвинениям в свой адрес.

## Семья
Супруга — Мария Леонидовна. Сыновья — Марат и Игорь.

## Награды
Награждён орденом «Құрмет», а также 14 медалями СССР и Республики Казахстана.